# Johannes Praetorius (forfatter)
Johannes Praetorius kaldet Praetorius Zetlingensis, rigtige navn Hans Schultze (22. oktober 1630 - 25. oktober 1680) var en tysk forfatter, Polyhistor og Kompilator.

## Værker
- Daemonologia Rubinzalii … Ein ausführlicher Bericht von … dem Rübezahl. Leipzig 1662.
- Catastrophe Muhammetica: Oder das Endliche Valet, und Schändliche Nativität des gantzen und nunmehr vergänglichen Türckischen Reichs: aus ziemlich vielen so wohl geistlichen Prophezeyungen als weltlichen Weissagungen ... an den Tag gegeben. Leipzig 1664. (Digitaliseret)
- Iudiciolum Asteriae oder Der mittägliche Strauss-Stern, so sich im Außgange des 1664. Jahrs nach Christi Geburt, im Monat Decemb. am 3. 4. 5. 12. und 18. gegen Süden früe Morgens, erschrecklich hat sehen lassen … 1664 (Digitaliseret).
- Anthropodemus Plutonicus, das ist, Eine Neue Weltbeschreibung. Magdeburg 1666.
- Storchs und Schwalben Winter-Qvartier. Frankfurt am Main, Leipzig 1676.
- Blockes-Berges Verrichtung oder ausführlicher geographischer Bericht von den hohen trefflich alt- und berühmten Blockes-Berge: ingleichen von der Hexenfahrt und Zauber-Sabbathe, so auff solchen Berge die Unholden aus gantz Teutschland Jährlich den 1. Maij in Sanct-Walpurgis-Nachte anstellen sollen; Aus vielen Autoribus abgefasset und mit schönen Raritäten angeschmücket sampt zugehörigen Figuren; Nebenst einen Appendice vom Blockes-Berge wie auch des Alten Reinsteins und der Baumans Höle am Hartz. Scheibe, Leipzig; Arnst, Frankfurt am Main 1668. (Digitaliseret og fuld tekst i Deutsches Textarchiv)